# Bryum axillare
Bryum axillare är en bladmossart som beskrevs av Philibert 1898. Bryum axillare ingår i släktet bryummossor, och familjen Bryaceae. Inga underarter finns listade i Catalogue of Life.